# Eine Göttin auf Erden
Eine Göttin auf Erden (Originaltitel: Down to Earth) ist ein US-amerikanisches Filmmusical von Alexander Hall aus dem Jahr 1947 mit Rita Hayworth in der Rolle der griechischen Muse Terpsichore. Es handelt sich dabei um eine Fortsetzung des Films Urlaub vom Himmel (1941) nach dem Bühnenstück Heaven Can Wait von Harry Segall.

## Handlung
In die himmlischen Gefilde, den Sitz der neun Musen, dringt die Neuigkeit, dass der irdische Broadway-Regisseur Danny Miller eine Revue einstudieren lässt, die die Musen als stillose Showgirls dem amerikanischen Publikum präsentiert. Besonders Terpsichore, die griechische Muse des Tanzes, ist empört. Sie beschließt, die Sache selbst in die Hand zu nehmen und sich energisch in das Geschehen einzumischen. Von dem Himmelswächter Mr. Jordan erhält sie nach viel Überredungsarbeit die Erlaubnis, in Begleitung des Himmelsboten 7013 die Erde zu betreten. Während einer Tanzprobe gelingt es Terpsichore, die sich nunmehr Kitty Pendleton nennt, sich auf die Bühne zu schmuggeln und mit einem dynamischen Tanz alle Aufmerksamkeit auf sich zu ziehen. Regisseur Danny ist von ihrer Schönheit und ihrem Talent derart fasziniert, dass er ihr sofort die Hauptrolle der Terpsichore anvertraut. Da Kitty ihrer Entrüstung über die frivolen Lieder und Choreografien unverhohlen Ausdruck verleiht, gerät sie mit Danny schon bald aneinander.
Als sich Danny jedoch in sie verliebt, setzt er ihre Forderung, die Revue als klassisches Ballett zu inszenieren, folgsam in die Tat um. Der Rest der Truppe ist allerdings nur wenig angetan von der „neuen“ Interpretation der griechischen Mythologie. Zwar sind bei der Vorpremiere in Philadelphia Kenner der Tanzkunst von der Vorführung begeistert, doch findet sie die Masse des Publikums zum Gähnen langweilig. Da Dannys Geldgeber eine zugkräftige Show verlangen, sieht sich dieser gezwungen, die Revue in New York in ihrer ursprünglichen Form herauszubringen, was Kitty bzw. Terpsichore dazu bewegt, das Ensemble verärgert zu verlassen.
Als Mr. Jordan unerwartet auftaucht, zeigt er Terpsichore, unter welchem finanziellen Druck Danny tatsächlich steht. Mit schlechtem Gewissen kehrt Terpsichore zurück und führt als Star der Show die Revue zu großem Erfolg. Weil sie ihre Aufgabe erfüllt hat, beordert Mr. Jordan sie zurück in den heimischen Olymp. Sie will jedoch Danny nicht verlassen. Zum ersten Mal weiß sie, was es heißt, jemanden zu lieben. Mr. Jordan tröstet sie über ihren momentanen Verlust hinweg und lässt sie einen Blick in die Zukunft werfen. Dort wird sie Danny im Elysion wiedersehen und mit ihm auf alle Zeit glücklich vereint sein.

## Hintergrund
Eine Göttin auf Erden entstand als Fortsetzung des erfolgreichen Films Urlaub vom Himmel aus dem Jahr 1941, der ebenfalls von Regisseur Alexander Hall inszeniert worden war. Die Schauspieler Edward Everett Horton und James Gleason, die bereits in Urlaub vom Himmel mitgewirkt hatten, übernahmen ihre Rollen erneut, während Claude Rains von Roland Culver als Mr. Jordan ersetzt wurde. Rita Hayworth, die bei ihren Gesangseinlagen von Anita Ellis synchronisiert wurde, war 1946 nach ihrem großen Erfolg mit Gilda auf der Höhe ihres Ruhms als Leinwandschönheit und Tänzerin, weshalb es für ihr Studio Columbia Pictures nahelag, sie als göttliche Muse des Tanzes zu besetzen. Durch Verzögerungen der Dreharbeiten wurde das Projekt für das Studio eine der teuersten Produktionen der 1940er Jahre.
Die Uraufführung von Eine Göttin auf Erden fand am 11. September 1947 in New Yorks Radio City Music Hall statt. Der Film erhielt in der Folge durchwachsene Kritiken. Zumeist wurden die schwache Handlung und die unbedeutenden Songs bemängelt, während die Technicolor-Farben und Rita Hayworths äußerliche Vorzüge gelobt wurden. In Deutschland wurde das Filmmusical erstmals am 7. Dezember 1981 im Fernsehen gezeigt.
Bei dem 1980 veröffentlichten Film Xanadu, in dem Olivia Newton-John und Gene Kelly mitwirkten, handelt es sich um ein inoffizielles Remake von Eine Göttin auf Erden. Dabei übernahm Kelly die Rolle des Danny McGuire, den er bereits 1944 in dem Filmmusical Es tanzt die Göttin neben Rita Hayworth gespielt hatte.

## Musik- und Tanznummern
- Let’s Stay Young Forever (Doris Fisher/Allan Roberts)
- This Can’t Be Legal (Fisher/Roberts)
- They Can’t Convince Me (Fisher/Roberts)
- Kiss of the Muse
- Greek Ballet (Mario Castelnuovo-Tedesco)
- The Muses Come To Earth
- People Have More Fun Than Anyone (Fisher/Roberts)

## Kritiken
Für das Lexikon des internationalen Films war Eine Göttin auf Erden eine „sehr freie Variation des bereits 1941 vom selben Regisseur gedrehten Films Urlaub vom Himmel“. Herausgekommen sei dabei „ein vergnügliches Musical mit zündenden Songs“. Bosley Crowther von der New York Times lobte „die Farbe, die Musik und die Tänze“, die „die Sinne auf spritzige und üppige Art und Weise stimulieren“. Auch sei das Technicolor „hervorragend“.
Laut Variety sei die Geschichte „eine dieser heiklen Angelegenheiten, die viel besser auf dem Papier als auf Zelluloid aussehen“. So seien „alle Gags, die der Handlung etwas Pfeffer geben sollen“, eher „flach“ ausgefallen. Time meinte, dass man einem Musical wie Eine Göttin auf Erden „fast alles“ verzeihen könne. So gebe es durchaus „rettende Elemente“. Einige komödiantische Einlagen, vor allem die von James Gleason als Broadway-Agent, seien „sehr hilfreich“. Rita Hayworths erster Tanz in einem seegrünen Kleid sei wiederum „herrlich anzuschauen“.
„Obwohl vieles an Eine Göttin auf Erden schlecht ist, macht der Film dennoch Spaß“, befand Craig Butler vom All Movie Guide. Das „größte Problem“ seien die „lächerliche“ Handlung und die „behäbig und albern wirkenden“ Dialoge. Die Songs seien „entweder zum Vergessen oder aus den falschen Gründen unvergesslich“. Glücklicherweise gebe es „Rita Hayworth, die absolut hinreißend aussieht und genug Charme und Attraktivität ausstrahlt, um die vielen Defizite auszugleichen“. Behilflich sei ihr dabei „eine technisch ansprechende Produktion mit den üppigsten Farben“, die es seinerzeit gegeben habe. Larry Parks habe wiederum „eine lausige Rolle“ und Roland Culver sei „zu betulich und spießig“. Trotz der „beachtlichen Schwachstellen“ sei der Film „himmlisch verglichen mit seinem Remake, dem fürchterlichen Xanadu“.